# ماركو بانتيتش
ماركو بانتيتش ( من مواليد 18 يونيو 1998 في صربيا) هو لاعب كرة قدم صربي لعب سابقاً في نادي الشعيب السعودي.

## روابط خارجية
- ماركو بانتيتش على موقع الاتحاد الأوربي (الإنجليزية)
- ماركو بانتيتش على موقع قاعدة بيانات كرة القدم.إي يو (الإنجليزية)
- ماركو بانتيتش على موقع بيانات كرة القدم. دي إي (الألمانية)
- ماركو بانتيتش على موقع Soccerbase.com (لاعب) (الإنجليزية)
- ماركو بانتيتش على موقع Soccerway.com (الإنجليزية)
- ماركو بانتيتش على موقع عالم كرة القدم.نت (الإنجليزية)